# Volgodonsk

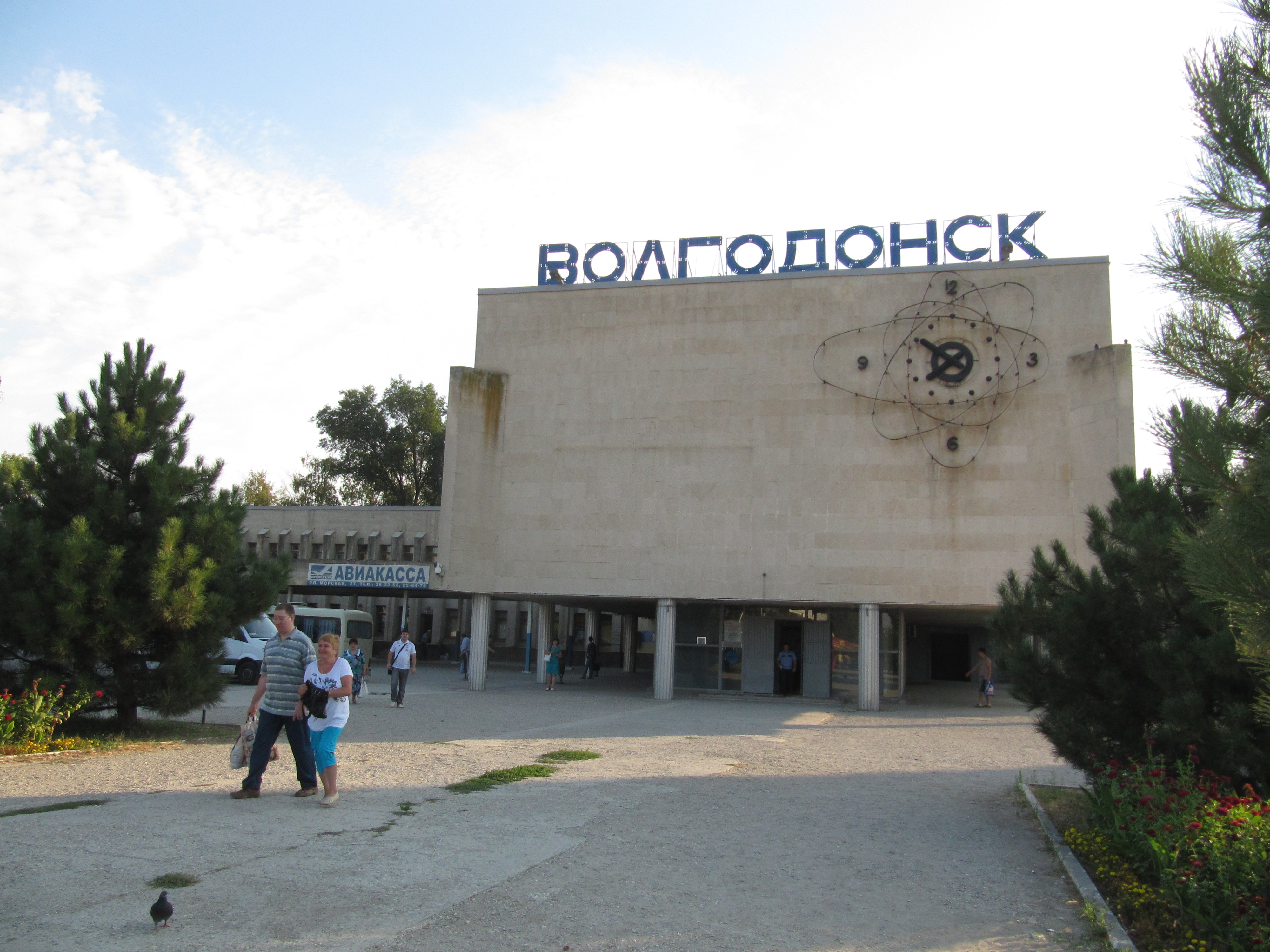

Volgodónsk (in russo Волгодо́нск?) è una città della Russia meridionale, sulla sponda meridionale del bacino di Cimljansk, situata nell'oblast' di Rostov nel punto di minor distanza tra i fiumi Volga e Don.
Fondata molto recentemente, nel 1950, ottenne lo status di città sei anni più tardi. È al giorno d'oggi una città industriale, che ha conosciuto grosso sviluppo in seguito alla costruzione dello sbarramento idroelettrico di Cimljansk (all'origine del bacino artificiale) e del canale Volga-Don.

## Geografia fisica

### Clima
Fonte: WorldClimate.com
- Temperatura media annua: 8,9 °C
- Temperatura media del mese più freddo (gennaio): -7,6 °C
- Temperatura media del mese più caldo (luglio): 30,0 °C
- Precipitazioni medie annue: 433 mm

## Società

### Evoluzione demografica
Fonte: mojgorod.ru
- 1959: 15.700
- 1979: 91.300
- 1989: 175.600
- 1996: 182.000
- 2002: 165.994
- 2006: 170.800